# Mohamed Zayar
Mohamed Zayar (arab. محمد زيار; ur. 11 marca 1964) – syryjski zapaśnik walczący przeważnie w stylu wolnym. Dwukrotny olimpijczyk. Odpadł w eliminacjach w Los Angeles 1984 i w Seulu 1988. Startował w kategorii 82 kg.
Brązowy medalista igrzysk azjatyckich w 1990; piąty w 1994. Trzeci na igrzyskach śródziemnomorskich w 1993 i piąty w 1987. Triumfator igrzysk panarabskich w 1992 i 1997 roku.

## Turniej wLos Angeles 1984
| Konkurencja         | Walki                 | Walki                  | Klas. końcowa         |
| Konkurencja         | Przeciwnik I          | Przeciwnik II          | Miejsce               |
| ------------------- | --------------------- | ---------------------- | --------------------- |
| styl wolny do 82 kg | Houkreo Bambe (CMR) L | Rajinder Singh (IND) L | odpadł w eliminacjach |

## Turniej wSeulu 1988
| Konkurencja         | Walki                    | Walki                | Walki                | Walki                 | Klas. końcowa         |
| Konkurencja         | Przeciwnik I             | Przeciwnik II        | Przeciwnik III       | Przeciwnik IV         | Miejsce               |
| ------------------- | ------------------------ | -------------------- | -------------------- | --------------------- | --------------------- |
| styl wolny do 82 kg | Ubaldo Rodríguez (PRI) W | Martin Doyle (GBR) W | Victor Kodei (NGA) L | Jouni Ilomäki (FIN) L | odpadł w eliminacjach |